# Asymblepharus sikimmensis
Asymblepharus sikimmensis là một loài thằn lằn trong họ Scincidae. Loài này được Blyth mô tả khoa học đầu tiên năm 1854.